# Ikuma Arishima
Pour les autres membres de la famille, voir Takeo Arishima.
Ikuma Arishima (有島 生馬, Arishima Ikuma) (26 novembre 1882 - 15 septembre 1974) est le nom d'auteur d'Arishima Mibuma, romancier, essayiste et peintre japonais actif durant les ères Taishō et Shōwa. Il utilise également Utosei puis Jugatsutei comme autres noms d'auteur.

## Jeunesse
Ikuma naît à Yokohama dans une famille aisée dont le père est un ancien officiel samouraï au Ministère des Finances. Son frère ainé est l'écrivain Takeo Arishima, et son frère cadet le peintre et écrivain Ton Satomi. Il est diplômé de ce qui est à présent l'Université de Tokyo des études étrangères où il apprend l'italien. Après être sorti de l'Université, il étudie la peinture occidentale auprès de Fujishima Takeji, puis il part en Europe en 1905, étudier la peinture et la sculpture en Italie et en France.

## Parcours littéraire
Après son retour au Japon en 1912, Ikuma rejoint le cercle littéraire Shirakabaha et participe à la réalisation du premier numéro de sa revue littéraire. Il publie des poèmes et des nouvelles dans le « style nouveau » dans le magazine dont il se sert pour introduire l’œuvre de Paul Cézanne au public japonais.
Il publie en 1913 sa première anthologie de nouvelles, Komori no gotoku (« Comme une chauve-souris »), dans laquelle il présente l'harmonie entre son intuition de peintre et sa sensibilité comme poète. En 1914, il suggère l'addition d'une deuxième division de peinture à l'huile à l'exposition annuelle des Beaux-Arts du Ministère de l’Éducation mais cette proposition est refusée. Il fonde alors l'exposition Nikakai (« Société de la seconde division ») avec Ishii Hakutei (de) et Seifū Tsuda comme rivale à l'exposition officielle du gouvernement.
Il trace les idéogrammes de Cent phrases pour éventails de Paul Claudel.
Parallèlement à son activité de peintre, il écrit des romans, dont Nan-o no Hi (« Des journées dans le sud de l'Europe ») et Uso no Hate (« La Fin d'un mensonge »). Il est aussi connu pour son essai Bijutsu no Aki (« L'automne des beaux-arts ») et pour la traduction des Mémoires de Cézanne du français au japonais.
Ikuma demeure dans la résidence de son père à Kamakura, préfecture de Kanagawa de 1893 à 1895 puis s'installe à Kamakura de façon permanente en 1920 où il reste jusqu'à sa mort en 1974. Sa tombe se trouve au cimetière de Kamakura Reien.
Sa résidence de Inamuragasaki, Kamakura, a été physiquement déplacée à Shinano-Shinmachi dans la préfecture de Nagano, où elle abrite désormais le musée mémorial Arishima Ikuma.